# NexTone
주식회사 NexTone(영어: NexTone, 일본어: 株式会社 ネクストーン 가부시키가이샤 네쿠스톤[*])는 일본 도쿄 도 시부야 구에 있는 음악 권리 단체이다.

## 연혁
- 2000년 9월: 회사 설립[1]

## 같이 보기
- 일본음악저작권협회